# ولادیمیر یاری
ولادیمیر یاری (چکی: Vladimír Jarý؛ زادهٔ ۲ ژانویهٔ ۱۹۴۷) بازیکن هندبال اهل چکسلواکی بود.